# Eupithecia rigida
Girida rigida là một loài bướm đêm trong họ Geometridae.